# Rosa rubus
Rosa rubus — вид рослин з родини трояндових (Rosaceae); ендемік Китаю.

## Опис
Кущ повзучий або виткий до 5–6 метрів завдовжки. Гілочки циліндричні, запушені в молодому віці, голі надалі; колючки розсіяні, вигнуті, до 2 мм, міцні, плоскі, поступово звужуються до більш широкої основи. Листки включно з ніжками 8–15 см; прилистки в основному прилягають до ніжки, вільні частини ланцетні, опушені, край цілий, часто залозистий, верхівка загострена; остови й ніжки запушені, з рідкісними дрібними гачкоподібними колючками; листочків 5 або 3, яйцюваті або еліптичні, зворотно-яйцюваті, 3–6(9) × 2–4.5 см, знизу щільно або рідко запушені або залозисті, зверху, як правило, голі, рідко запушені, основа майже округла або широко клиноподібна, край гостро пилчастий, верхівка хвостата, гостра або загострена. Квітки 10–25, у волотистому щитку, 2.5–3 см у діаметрі. Чашолистків 5, ланцетні. Пелюсток 5, білі, ароматні, зворотно-яйцюваті, основа широко клиноподібна, верхівка виїмчаста. Цинародії яскраво-червоні, бузково-коричневі або оранжево-коричневі, майже кулясті, 8–10 см у діаметрі, блискучі, переважно голі.

## Поширення
Ендемік Китаю: Фуцзянь, Ганьсу, Гуандун, Гуансі, Гуйчжоу, Хубей, Цзянсі, Шеньсі, Сичуань, Юньнань, Чжецзян. Населяє чагарники, трав'янисті місця, схили, гірські райони, скелі, береги річок, узбіччя доріг; росте на висотах 500–1300 метрів.